# Pachylomalus centenarius
Pachylomalus centenarius är en skalbaggsart som beskrevs av Cooman 1932. Pachylomalus centenarius ingår i släktet Pachylomalus och familjen stumpbaggar. Inga underarter finns listade i Catalogue of Life.